# Високите
Високите (болг. Високите) — село в Болгарии. Находится в Смолянской области, входит в общину Мадан. Население составляет 20 человек.

## Политическая ситуация
Високите подчиняется непосредственно общине и не имеет своего кмета.
Кмет (мэр) общины Мадан — Атанас Александров Иванов (Болгарская социалистическая партия) по результатам выборов.